# ایان رولینگ
ایان رولینگ (انگلیسی: Ian Rowling؛ زادهٔ ۱۰ فوریهٔ ۱۹۶۷) قایقران کایاک، و قایقران کانو اهل استرالیا است.